# 1996 في تشيلي
فيما يلي قوائم الأحداث التي وقعت خلال عام 1996 في تشيلي.

## رياضة
- 1 يناير – الدوري التشيلي لكرة القدم 1996 الفائز كولو-كولو.

## مواليد

### يناير
- 21 يناير – برناردو سيريزو لاعب كرة قدم تشيلي.

### فبراير
- 5 فبراير – ماتياس راميريز لاعب كرة قدم تشيلي.
- 6 فبراير – ميسائل كوبيوس لاعب كرة قدم تشيلي.

### مارس
- 19 مارس – دييغو دياز نونيز لاعب كرة قدم تشيلي.
- 25 مارس – جورج أرايا لاعب كرة قدم تشيلي.

### أبريل
- 5 أبريل – توماس رودريغيز لاعب كرة قدم تشيلي.
- 26 أبريل – فابيان أهومادا

### مايو
- 4 ديسمبر – لويس سوتومايور لاعب كرة قدم تشيلي.
- 19 مايو – بينجامين فيدال لاعب كرة قدم تشيلي.
- 30 مايو – كريستيان غارين لاعب كرة مضرب تشيلي.
- 31 مايو – هاردي كافيرو لاعب كرة قدم تشيلي.

### يونيو
- 15 يونيو – ميغيل فارغاس لاعب كرة قدم تشيلي.
- 20 يونيو – آنا غوتيريز لاعبة كرة قدم تشيلية.
- 20 يونيو – ماريو بريسينو لاعب كرة قدم تشيلي.

### أغسطس
- 5 أغسطس – كيم جاكوب

### سبتمبر
- 6 سبتمبر – ريناتو تاريفينو لاعب كرة قدم تشيلي.
- 15 سبتمبر – برايان كارفالو لاعب كرة قدم تشيلي.
- 26 سبتمبر – فيليبي سافيدرا لاعب كرة قدم تشيلي.

### ديسمبر
- 4 ديسمبر – لويس سوتومايور لاعب كرة قدم تشيلي.
- 19 ديسمبر – دييغو غارسيا ميدينا لاعب كرة قدم تشيلي.

### يناير
- 3 يناير – دومينغو بينتو سانتا كروز (مواليد 1919) اقتصادي تشيلي.
- 3 يناير – مايتي ألاماند (مواليد 1911) كاتبة.
- 4 يناير – رامون فيناي (مواليد 1911) مغني تشيلي. [1]

### سبتمبر
- 9 سبتمبر – تيودورو فيرنانديز (مواليد 1913) لاعب كرة قدم بيروفي.
- 13 سبتمبر – سيزار مندوزا (مواليد 1918) سياسي تشيلي.
- 17 سبتمبر – فيليبي هيريرا (مواليد 1922)

### أكتوبر
- 15 أكتوبر – ألدو فرانسيا (مواليد 1923) طبيب تشيلي.

### نوفمبر
- 1 نوفمبر – إدغاردو إنريكيز (مواليد 1912) سياسي تشيلي.

### ديسمبر
- 7 ديسمبر – خوسيه دونوسو (مواليد 1924) كاتب تشيلي.
- 20 ديسمبر – أوزفالدو ليرة (مواليد 1904)